# اتحاد دوانس
نادي اتحاد دوانس الرياضي، هو نادي سنغالي لكرة القدم، يلعب في الدوري السنغالي الممتاز.

## إنجازات النادي المحلية
- بطولة الدوري السنغالي الممتاز: 4 مرات
  - 1993, 1997, 2006, 2007
- بطولة الكأس السنغالي: 6 مرات
  - 1986, 1997, 2002, 2003, 2004, 2005

## الإنجازات القارية
- دوري الأبطال الأفريقي: ظهور 5 مرات
  - 1998 - الدور الثاني
  - 2005 - الدور الأول
  - 2006 - الدور التمهيدي
  - 2007 - لم يتأهل في الدور التمهيدي
  - 2008 - الدور الأول
- كأس الاتحاد الأفريقي: ظهورين
  - 2004:الدور المتوسط.
  - 2006:الدور الثاني.
- الكأس الأفريقية للفائزين بالكأس:3 مرات ظهور
- 1987:الدور الأول
- 1996:الدور الثاني
- 2003:الدور الأول